# 1949 en musique
| \| • Retour à la chronologie générale de la musique populaire • \| |
| XXIe siècle • XXe siècle • XIXe siècle • XVIIIe siècle XVIIe siècle • XVIe siècle • XVe siècle • XIVe siècle XIIIe siècle • XIIe siècle • XIe siècle • Xe siècle IXe siècle • VIIIe siècle • Haut Moyen Âge • Rome • Grèce |
| • Retour à la chronologie générale de la musique populaire • |

| • Retour à la chronologie générale de la musique populaire • |

| Années de la musique populaire : 1946 - 1947 - 1948 - 1949 - 1950 - 1951 - 1952    |
| Décennies de la musique populaire : 1910 - 1920 - 1930 - 1940 - 1950 - 1960 - 1970 |

Cet article présente les faits marquants de l'année 1949 en musique.

## Événements
- février : La danse du Hucklebuck fait fureur. La chanson The Hucklebuck de Paul Williams, n°1 des charts Rhythm and blues, sera reprise, entre autres, par Tommy Dorsey et Frank Sinatra.
- 31 mars : la firme RCA Victor lance les disques 45 tours

- 1er juin : Billboard magazine remplace les termes « hillbilly » et « race » par ceux plus politiquement correct de « country & western » et de « rhythm & blues ».
- 19 juillet : Harry Belafonte enregistre ses premières chansons.

- 28 octobre : le boxeur Marcel Cerdan, compagnon d'Édith Piaf, meurt dans un accident d'avion.
- 10 décembre : premier disque de Fats Domino, The Fat Man, enregistré avec Dave Bartholomew

## Disques sortis en 1949
- Singles sortis en 1949

## Principaux albums de l'année
- juin : The King Cole Trio, vol.4, de Nat King Cole
- Frankie Laine Favorites - Frankie Laine
- Jerome Kern Songs - Bing Crosby
- Lights, Cameras, Action - Doris Day
- Merry Christmas - Bing Crosby
- Songs From The Heart - Frankie Laine
- Stephen Foster Songs - Bing Crosby
- Voice Of Frank Sinatra - Frank Sinatra
- You're My Thrill - Doris Day

## Principaux singles de l'année
- janvier : Lovesick Blues, d'Hank Williams
- janvier : Barrelhouse Boogie, de Johnny Otis
- janvier : Rockin' At Midnight, de Roy Brown & his Mighty-Mighty Men
- février : The Huclebuck, de Paul Williams
- février : Candy Kisses, de Bill Haley & the Four Aces of Western Swing
- mars : Again, de Doris Day
- avril : Baby, It's Cold Outside, de Dinah Shore et Buddy Clark
- avril : Trouble Blues, de Charles Brown
- mai : Rock And Roll, de Wild Bill Moore
- juin : Rocket Boogie 88, de Big Joe Turner with Pete Johnson & his orchestra
- juillet : Some Enchanted Evening, de Perry Como
- juillet : Rock the Joint, de Jimmy Preston
- août : All She Want To Do Is Rock, de Wynonie Harris
- août : That Lucky Old Sun, de Frankie Laine
- septembre : Saturday Night Fish Fry, de Louis Jordan & his Tympany Five
- octobre : Rockin' Blues, de Ruth Brown
- octobre : Mule Train, de Frankie Laine
- décembre : The Fat Man, de Fats Domino

## Succès de l'année enFrance
- La Tactique du gendarme, de Bourvil
- À la mi-août, de Ray Ventura
- Ma cabane au Canada, de Line Renaud

## Naissances
- 15 janvier : Dan Ar Braz, guitariste et chanteur breton de rock et de musique celtique.
- 17 janvier : Mick Taylor, guitariste britannique de blues et rock, membre des Bluesbreakers et des Rolling Stones.
- 19 janvier : Robert Palmer, chanteur pop britannique († 26 septembre 2003).
- 24 janvier : John Belushi, acteur et chanteur dans les films The Rutles: All You Need Is Cash et  The Blues Brothers († 5 mars 1982).
- 10 février : Maxime Le Forestier, auteur-compositeur-interprète français.
- 2 mars : Alain Chamfort, chanteur français de variétés.
- 13 mars : Julia Migenes, soprano américaine.
- 16 mars : Elliott Murphy, auteur-compositeur-interprète américain.
- 17 mars : Daniel Lavoie, chanteur et pianiste canadien de variétés.
- 19 mars : Valery Leontiev, est un chanteur pop russe.
- 21 mars : Eddie Money, chanteur américain, connu pour son tube Two Tickets to Paradise († 13 septembre 2019)
- 23 mars : Ric Ocasek, chanteur américain du groupe new wave The Cars.
- 24 mars : Nick Lowe, chanteur, compositeur et producteur britannique.
- 26 mars : Gerard van Maasakkers, auteur-compositeur-interprète néerlandais.
- 6 avril : Patrick Hernandez, auteur-compositeur-interprète français de disco.
- 10 avril : Rémy Bricka, chanteur et musicien multi-instrumentiste français, surnommé « l'homme orchestre ».
- 24 avril : Véronique Sanson, auteure-compositrice-interprète française.
- 3 mai : Hank Williams, Jr., chanteur américain de musique country, fils d'Hank Williams.
- 9 mai : Billy Joel, auteur-compositeur-interprète et pianiste américain.de musique pop rock.
- 17 mai : Bill Bruford, batteur britannique des groupes de rock progressif Yes et King Crimson.
- 18 mai : Rick Wakeman, claviériste britannique du groupe de rock progressif Yes.
- 19 mai : Dusty Hill,  bassiste et chanteur américain du groupe de rock ZZ Top.
- 21 mai : Arno, auteur-compositeur-interprète belge.
- 3 juin: Philippe Djian, romancier et parolier français.
- 7 juin : Lewis Furey, compositeur, réalisateur, acteur et scénariste canadien.
- 16 juin : Jaïro, chanteur argentin.
- 11 juin : Frank Beard, batteur du groupe de rock ZZ Top.
- 14 juin : Jules Shungu Wembadio Pene Kikumba, dit Papa Wemba, chanteur, auteur-compositeur et acteur congolais († 24 avril 2016).
- 20 juin : Lionel Richie, chanteur et musicien américain de musique soul.
- 15 juillet : Trevor Horn, producteur et musicien britannique du groupe The Buggles.
- 17 juillet : Geezer Butler, bassiste britannique du groupe de hard-rock Black Sabbath.
- 24 juillet : Yves Duteil, auteur-compositeur-interprète français.
- 26 juillet : Roger Taylor, batteur, chanteur et auteur-compositeur britannique du groupe Queen.
- 12 août : Mark Knopfler, cofondateur et chanteur du groupe de rock britannique Dire Straits.
- 12 août : Julien Lepers, parolier et animateur de radio et de télévision.
- 20 août : Phil Lynott, chanteur et bassiste irlandais du groupe de hard-rock Thin Lizzy († 4 janvier 1986).
- 25 août : Salif Keïta, chanteur et musicien malien.
- 25 août : Gene Simmons, bassiste israélien du groupe de hard-rock Kiss.
- 7 septembre : Gloria Gaynor, chanteuse américaine de disco.
- 13 septembre : Fred "Sonic" Smith, guitariste rythmique américain du groupe de rock MC5 († 4 novembre 1994).
- 23 septembre : Bruce Springsteen, auteur-compositeur-interprète américain de rock.
- 1er octobre : André Rieu, violoniste néerlandais.
- 2 octobre : Richard Hell, chanteur et bassiste américain des groupes de punk-rock Television, The Heartbreakers et The Voidoids.
- 2 octobre : Annie Leibovitz, photographe, auteur de photos de stars du rock pour le magazine Rolling Stone.
- 6 octobre : Bobby Farrell, chanteur du groupe disco Boney M († 31 décembre 2010).
- 6 octobre : Nicolas Peyrac, auteur-compositeur-interprète français.
- 22 octobre : Stiv Bators, chanteur américain des groupes de rock The Dead Boys et The Lords of the New Church († 3 juin 1990).
- 8 novembre : Bonnie Raitt, chanteuse et guitariste américain de country et de blues.
- 30 novembre : Érick Bamy, chanteur français et ex-choriste de Johnny Hallyday pendant 30 ans († 27 novembre 2014)
- 5 décembre : Enrico Pieranunzi, pianiste et compositeur de jazz italien.
- 7 décembre : Tom Waits, chanteur, musicien, compositeur, acteur et réalisateur américain.
- 13 décembre : Tom Verlaine, guitariste américain du groupe de punk-rock Television.
- 16 décembre : Billy Gibbons, guitariste américain du groupe de rock ZZ Top.
- 17 décembre : Paul Rodgers, chanteur et musicien britannique des groupes de rock Free, Bad Company, puis Queen.
- 22 décembre : Robin Gibb et Maurice Gibb, jumeaux, musiciens mannois, membre des Bee Gees († 20 mai 2012) et († 12 janvier 2003).
- 27 décembre : Paul Personne, guitariste et chanteur français de blues et de rock.

## Principaux décès
- 5 décembre :  Leadbelly, chanteur et guitariste américain de blues et de folk